# مغالطة الحادث
المغالطة غير الصورية للحادثه الواقعع (والتي تسمى أيضاً تدمير الاستثناء) هي حجة سليمة بشكل واقعي ولكنها حجة  تحصل في القياس التنصيمي لنفي الحادثه عن عاطفه (حجة مبينة على تعتيم ) . في دحض الحادثه مثل حادثه هجوم عمر على دار فاطمه بنت الرسول لأجبار علي على المبايعه ونذكر من المصادر السنيه
فاطمة بنت رسول اللّه ـ صلَّى الله عليه و آله و سلَّم ـ فيشاورونها و يرتجعون في أمرهم ، فلما بلغ ذلك عمر بن الخطاب خرج حتّى دخل على فاطمة ، فقال : يا بنت رسول اللّه ـ صلَّى الله عليه و آله و سلَّم ـ واللّه ما من أحد أحبّ إلينا من أبيك ، و ما من أحد أحبّ إلينا بعد أبيك منك ، و أيم اللّه ما ذاك بمانعي إن اجتمع هؤلاء النفر عندك ، إن أمرتهم أن يحرق عليهم البيت ! قال : فلما خرج عمر جاءوها ، فقالت : تعلمون أنّ عمر قد جاءني و قد حلف باللّه لئن عدتم ليحرقن عليكم البيت ، و أيم اللّه ليمضين لما حلف عليه ، فانصرفوا راشدين ، فَرَوا رأيكم و لا ترجعوا إلي ، فانصرفوا عنها فلم يرجعوا إليها حتّى بايعوا لأبي بكر 16 .
6. و يقول عمر رضا كحالة 17 : و تفقد أبو بكر قوماً تخلفوا عن بيعته عند علي بن أبي طالب كالعباس و الزبير و سعد بن عبادة فقعدوا في بيت فاطمة ، فبعث أبو بكر إليهم عمر بن الخطاب ، فجاءهم عمر فناداهم و هم في دار فاطمة ، فأبوا أن يخرجوا فدعا بالحطب ، و قال : و الذي نفس عمر بيده لتخرجن أو لأحرقنّها على من فيها ، فقيل له : يا أبا حفص إنّ فيها فاطمة ، فقال : وإن ... ثمّ وقفت فاطمة على بابها ، فقالت : " لا عهد لي بقوم حضروا أسوأ محضر منكم تركتم رسول اللّه ـ صلَّى الله عليه و آله و سلَّم ـ جنازة بين أيدينا و قطعتم أمركم بينكم لم تستأمرونا ولم تردوا لنا حقاً " 18 .
إلى غيرها من المصادر التي ذكر فيها علماء السنة هذه القضية المؤلمة 19 .
7. نقل صاحب كتاب " الوافي بالوفيات " 20 عن النظام المعتزلي 21 قال : إن عمر ضرب بطن فاطمة يوم البيعة حتّى ألقت المحسن في بطنها 22 .
8. رَوى أحمد بن محمد المعروف بابن أبي دارم 23 ، انّ عمر رفص فاطمة حتى أسقطت بمحسن 24 .
9. و رَوى الطبراني صاحب المعجم الكبير المعجم 25 حديث عبد الرحمن بن عوف أبا بكر في مرضه الذي توفّي فيه ، فقال أبو بكر له : أمّا أني لا آسى على شيء إلاّ على ثلاث فعلتهن و وددت أني لم أفعلهن ، و ثلاث لم أفعلهن وددت أني فعلتهن ، و ثلاث وددت أني سألت رسول اللّه ـ صلَّى الله عليه و آله و سلَّم ـ عنها ، فأمّا الثلاث اللاتي وددت أني لم أفعلهن ، فوددت أني لم أكن كشفت بيت فاطمة و تركته و إن أُغلق على الحرب ، و وددت أني يوم سقيفة بني ساعدة كنت قذفت الأمر في عنق أحد الرجلين أبي عبيدة أو عمر ، فكان أميراً و كنت وزيراً ... 26 .
10. و يقول الدكتور عبد الفتاح في حادثة الدار :
إنّ عمر قال : و الذي نفسي بيده ، ليخرجنّ أو لأحرقنّها على من فيها .
قالت له طائفة ـ خافت اللّه ، و رعت الرسول في عقبه ـ : يا أبا حفص إن فيها فاطمة !
فصاح لا يبالي : و إن !
و اقترب و قرع الباب ، ثمّ ضربه و اقتحمه ... و بدا له عليّ .
و رنّ حينذاك صوت الزهراء عند مدخل الدار .
فان هي إلاّ رنة استغاثة أطلقتها " يا أبت رسول اللّه ... " 27 .
هذا و تجدر الاشارة هنا إلى أن ما ذكرناه في ظلامة الزهراء ( عليها السلام ) إنما كان على سبيل الايجاز و الاختصار ، و من شاء التفصيل فليراجع المصادر التالية ليطلع على ما لقيته سيدة نساء العالمين فاطمة بنت رسول الله :
1. الحجة الغرَّاء على شهادة الزهراء ( عليها السلام ) ، للعلامة المُحقق آية الله الشيخ جعفر السبحاني ( حفظه الله ) .
2. مظلومية الزهراء ، للعلامة السيد علي الحسيني الميلاني ( حفظه الله ) .
3. الهجوم على بيت فاطمة ( عليها السلام ) ، لعبد الزهراء مهدي .

. تحدث المغالطة عندما يحاول المرء تطبيق قاعدة عامة على موقف غير ذي صلة.
على سبيل المثال:
جرح الناس بالسكاكين جريمة، الجراحون يجرحون الناس بالسكاكين وبالتالي فإن الجراحين مجرمين.
من السهل إنشاء حجج خاطئة من خلال تطبيق قواعد عامة على حوادث محددة والتي من الواضح أنها استثناءات.
التعميمات الضعيفة لها مزيد من الاستثناءات عموماً (ينبغي أن تكون استثناءات القاعدة العامة أقلية من الحالات) والعكس صحيح.
قد تحدث المغالطة عندما يتم الخلط في التفاصيل («البعض») بسبب العبارات الفئوية («دائمًا وفي كل مكان»). قد يتم تحفيزه عند عدم استخدام ألفاظ تقييدية مثل «البعض»، «العديد» أو «نادراً» لتحديد التعميم.
تتضمن المغالطات الاستقرائية ذات الصلة: الاستثناء الشامل والتعميم المتسرع.